# بنو غفيل
بنو غفيل  هي قبيلة عربية طيء ويعرف أفرادها بـ الغفيلي. تعد من القبائل التي استوطنت نجد والقصيم والشمال حائل الجوف تبوك عسير سراة عبيدة نجران  منذ القدم، ثم تفرعت وانتشرت في بقية مناطق المملكة العربية السعودية الخليج العربي الشام سيناء المغرب العربي
معلومات القبيلة 
البلد 
- السعودية
- الكويت
- البحرين
- قطر
- الإمارات العربية المتحدة
- اليمن
- العراق
- سوريا
- الأردن
- فلسطين
- مصر
- السودان
- المغرب
- تونس
- الجزائر

الديانة الإسلام
اللغة اللغة العربية
العريقة عرب

فروعهم 
القني، والرمال، والمحتار
مشاهير قبيلة بني غفيل 
علي الغفيلي مذيع سعودي يعمل قناة مجموعة إم بي سي حاليا 
عبدالرحمن الغفيلي يوتيوبر سعودي في كلان باور قميز  يلقبه فيريول